# Штайнль, Маттиас
Маттиас Штайнль, также Штайндель, Штайндле, или Штинле (нем. Matthias Steinl, Steindel, Staindle, Stinle; ок. 1644 — 18 апреля 1727, Вена) — австрийский рисовальщик, архитектор, а также один из самых известных скульпторов эпохи барокко Нижней Австрии.

## Биография
Маттиас был родом из окрестностей Зальцбурга и, вероятно, обучался ремеслу в Австрии, хотя, возможно, научился скульптуре в Нидерландах или Праге. В 1670-х годах он уже работал скульптором в аббатстве Лейбус (ныне Любёнж) в Нижнесилезском воеводстве, где он возглавил мастерскую покойного скульптора Маттиаса Кноте, на вдове которого женился в 1677 году. Большинство его ранних произведений были уничтожены в годы Второй мировой войны.
Штайнль руководил мастерской до 1682 года, когда он переехал в Бреслау, где князь-епископ рекомендовал его к императорскому двору в Вене. Во время своего пребывания в Бреслау он создал скульптуры для главного алтаря аббатства Хайнрихау (ныне Хенриков). Он также работал рисовальщиком картушей, гербов и орнаментов. Некоторые из этих рисунков ныне хранятся в Музее Виктории и Альберта в Лондоне.
В 1688 году в Вене Маттиас Штайнль стал резчиком и гравёром по слоновой кости в придворных ювелирных мастерских. К этому периоду относится «Аллегория стихий воды и воздуха», сделанная из моржового бивня (ок. 1688—1690), и конные статуэтки из слоновой кости Леопольда I и Иосифа I (в Венской Сокровищнице, датированные 1693 годом). Обе изображают императоров, сражающихся с турками.
Штайнль также много работал для венских церквей. Он был одним из первых, кто использовал стиль позднего барокко, в манере Франческо Борромини, на территории Австрии, в частности, в качестве архитектора церкви в Лаксенбурге, недалеко от Вены, хотя значение его вклада оспаривается исследователями. Эта церковь была первым зданием к северу от Альп, содержащим элементы изогнутого фасада, характерные для стиля высокого барокко. Она была построена между 1693 и 1703 годами Карло Антонио Карлоне и продолжена между 1703 и 1724 годами Штайнлем. Богатый барочный фасад церкви кармелитов в Санкт-Пёльтене был создан известным архитектором барокко Якобом Прандтауэром (ок. 1708), но Штайнль принимал участие в проектировании.
Многие его архитектурные проекты были реализованы Йозефом Мунгенастом (1680—1741), племянником Якоба Прандтауэра. Примерно в этот период Штайнль, по-видимому, прекратил своё непосредственное участие в работе скульптурной мастерской, но время от времени продолжал создавать отдельные произведения, о чём свидетельствуют статуи для алтаря в крипте церкви капуцинов в Вене (ок. 1715). Он также продолжал работать императорским резчиком по слоновой кости по крайней мере до 1712 года, создав ещё две крупные работы: конную статуэтку императора Карла VI (ныне в Сокровищнице, Вена) и портретный рельеф епископа Бреслау Франца Людвига фон Пфальц-Нойбурга (в Баварском национальном музее, Мюнхен).
После назначения на должность императорского строителя и инженера по зданиям и садам (Kaiserlicher Bau-und-Hof-Ingenieur) он занялся оформлением внутреннего убранства монастырей и церквей. Он создал множество алтарей, кафедр и порталов в церквях в Вене и других местах Австрии.
Штайнль скончался 18 апреля 1727 года, похоронен 19 апреля в церкви Святой Доротеи в Вене. Вместе с Иоганном Бернхардом Фишером фон Эрлахом (1656—1723) и его соперником Иоганном Лукасом фон Хильдебрандтом (1668—1765) Штайнль может считаться одним из самых влиятельных архитекторов стиля высокого барокко в Австрии.

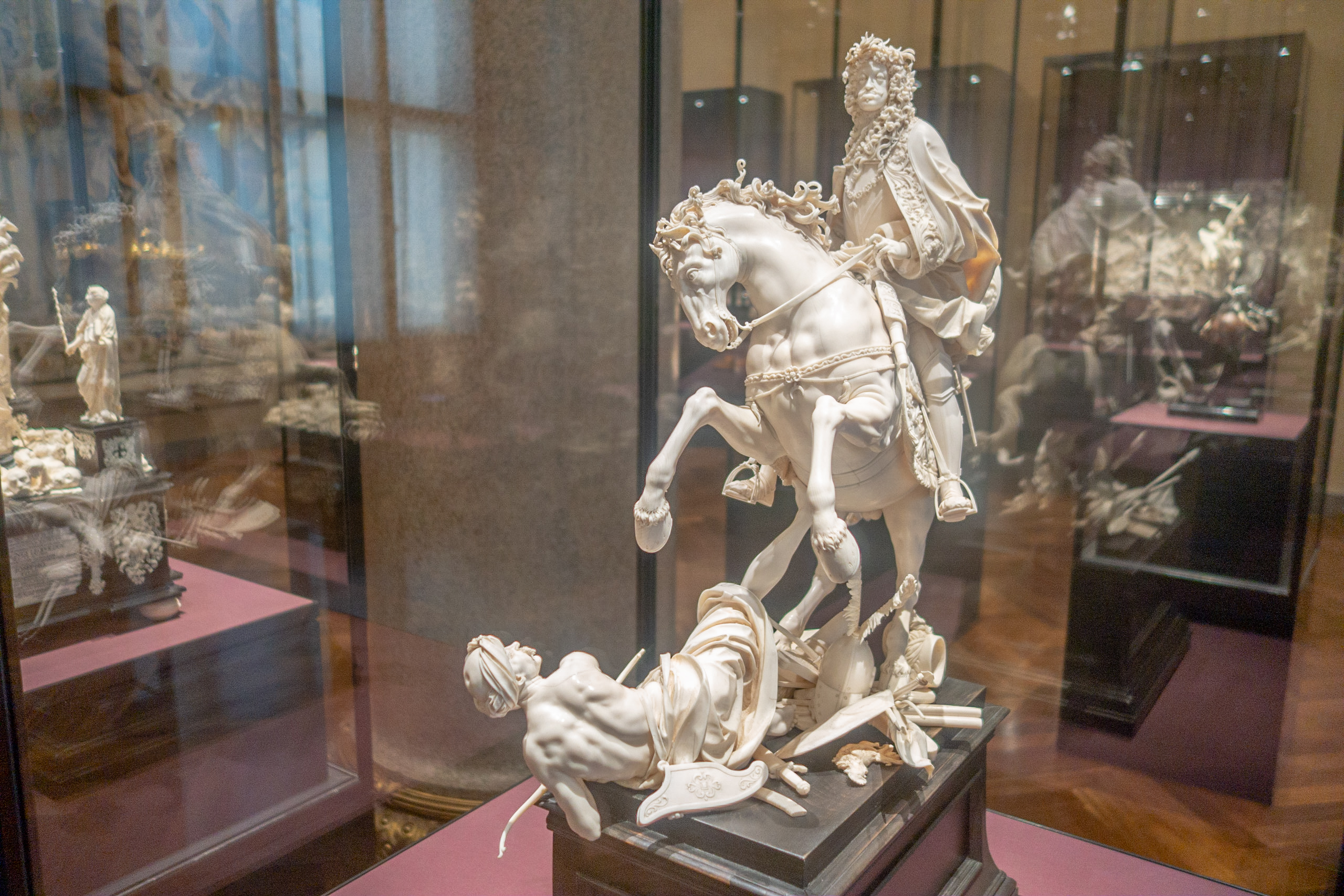
Император Леопольд I  – победитель турок. 1693. Слоновая кость. Сокровищница. Хофбург, Вена
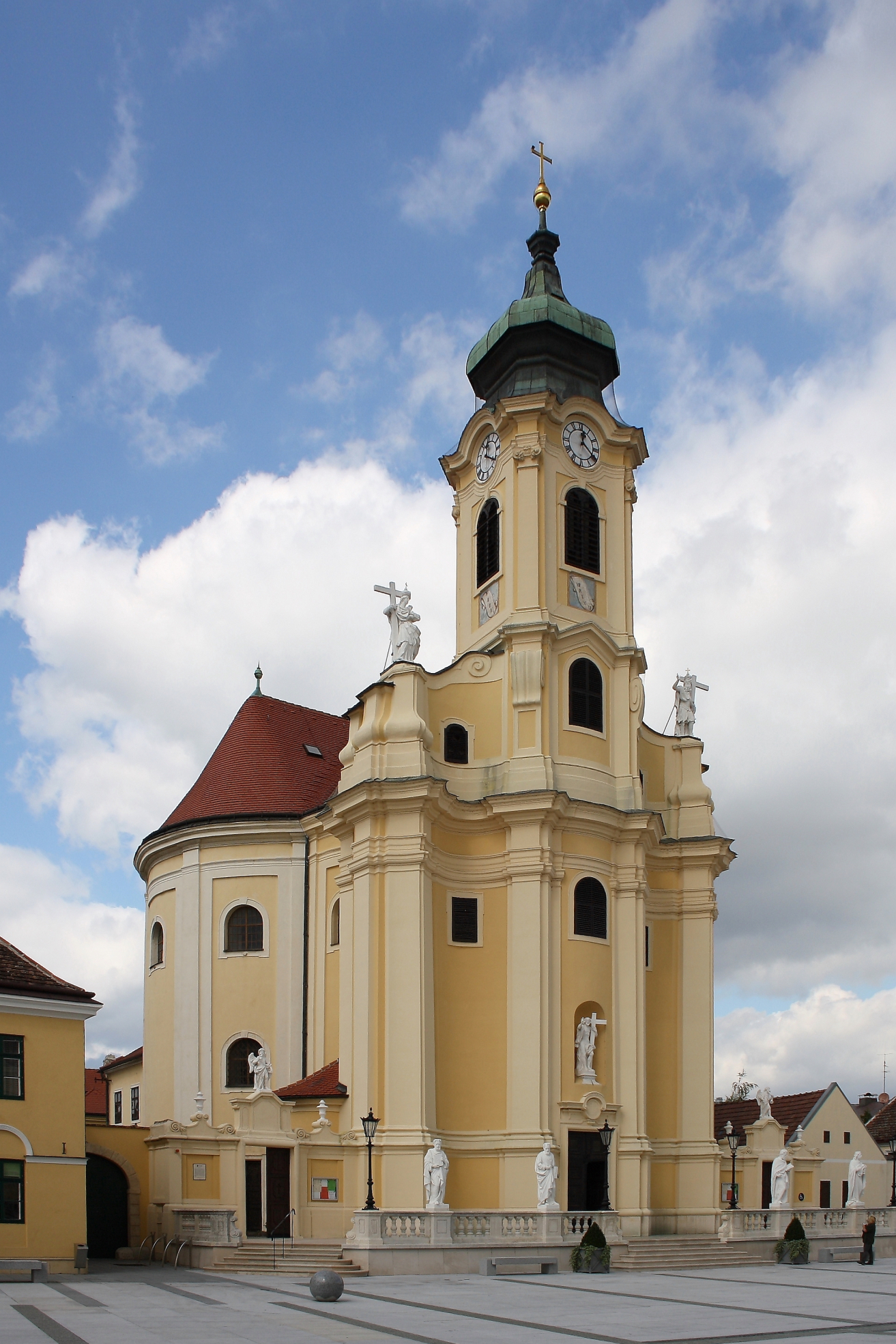
Церковь Святого Креста. Лаксенбург
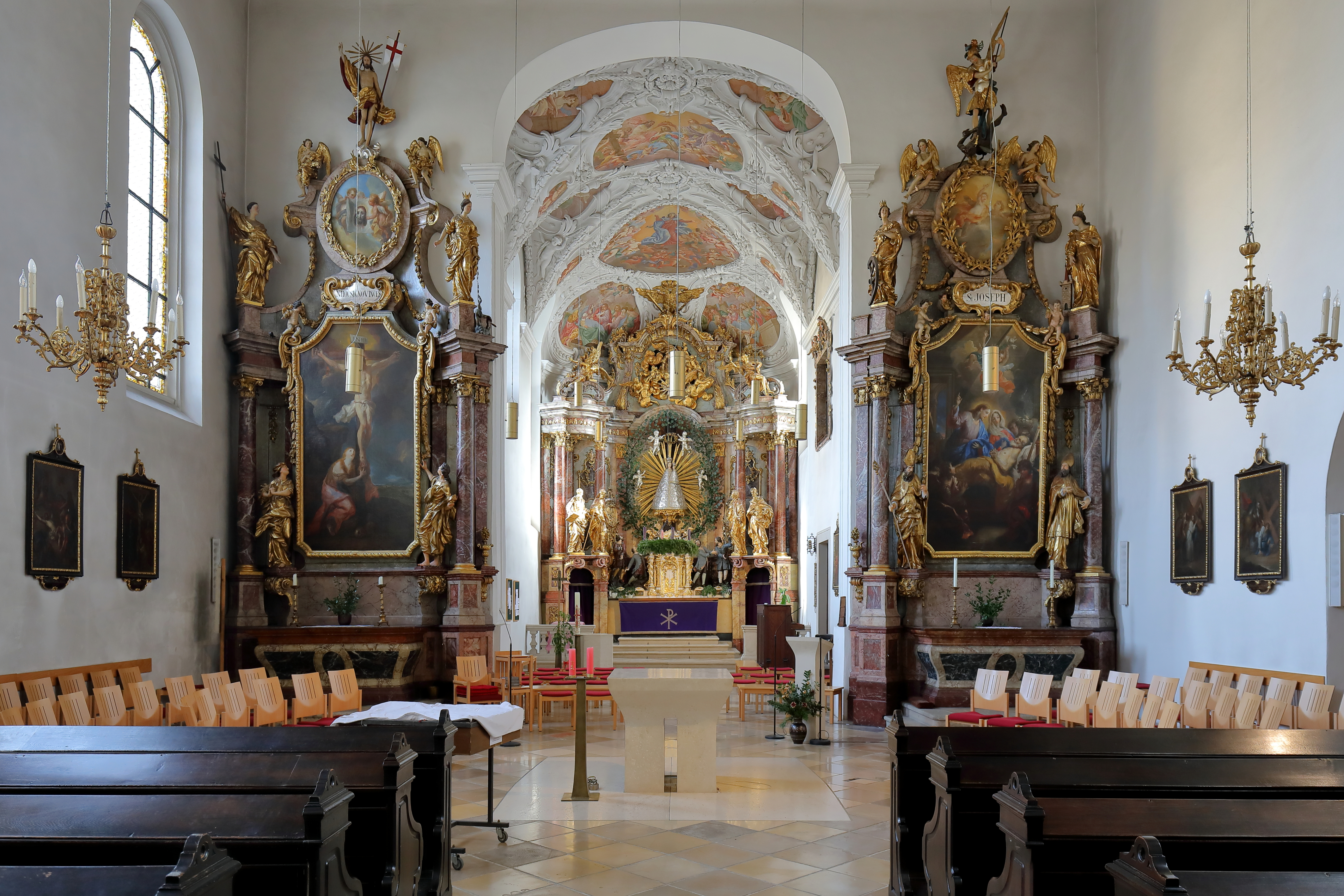
Приходская церковь Рождества Девы Марии. Интерьер. Хитцинг, Вена
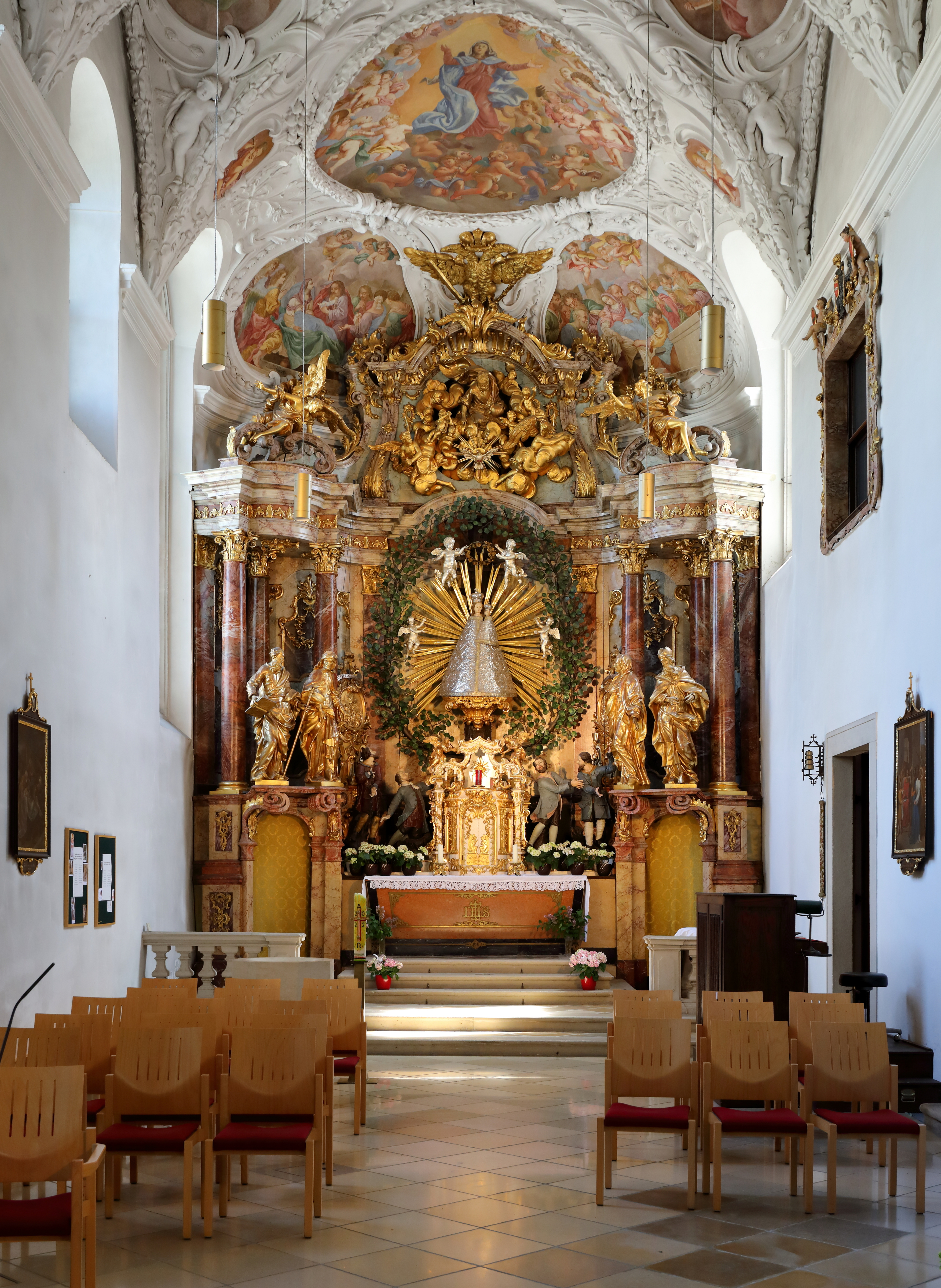
Алтарь церкви. 1698
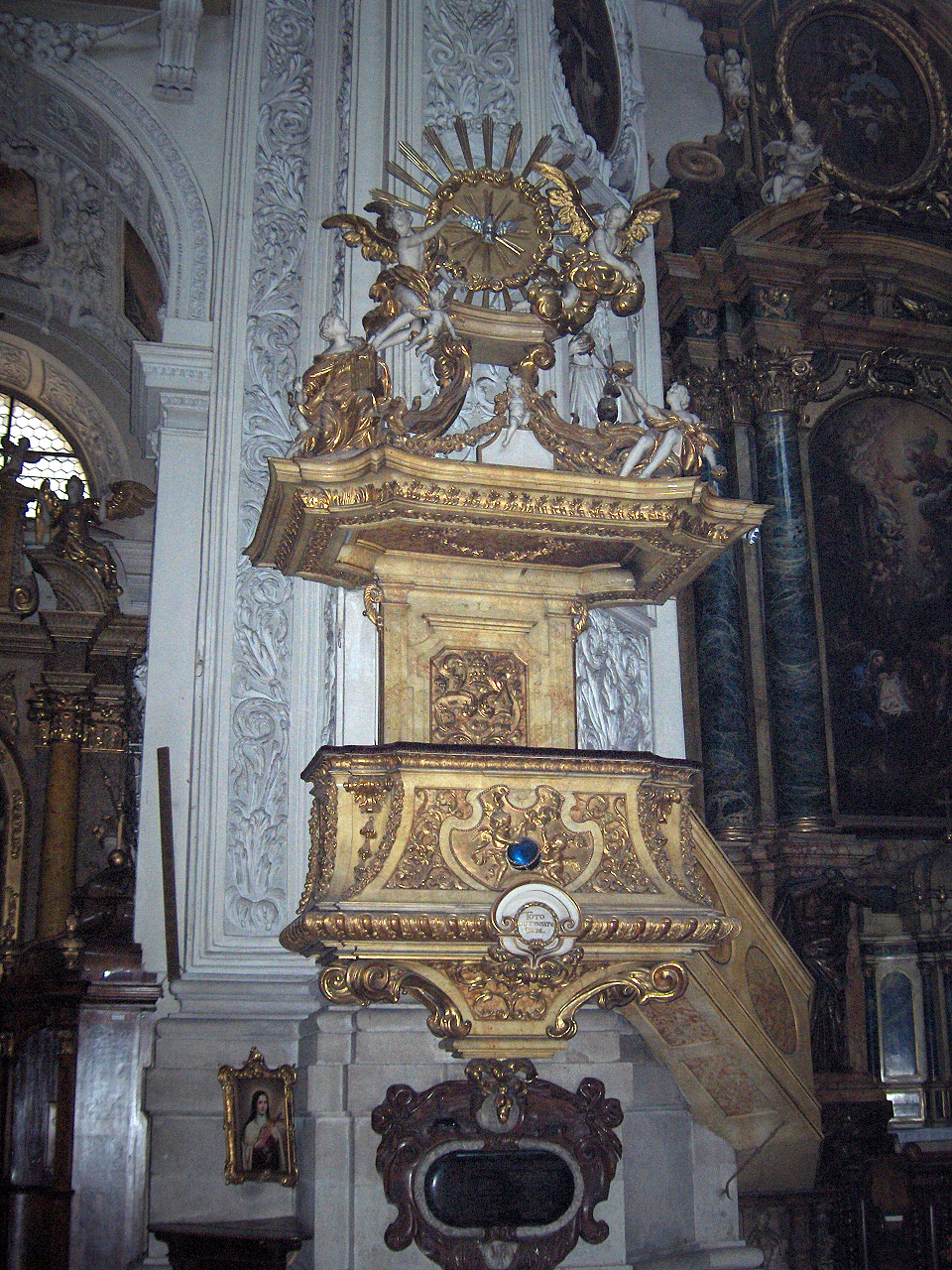
Кафедра. Церковь доминиканцев, Вена